# Giovanni Bonsignore
Giovanni Bonsignore (Palermo, 10 gennaio 1931 – Palermo, 9 maggio 1990) è stato un funzionario italiano.
Dipendente della Regione Siciliana, venne assassinato da un sicario assoldato da Antonino Velio Sprio, anch'egli impiegato alla Regione Siciliana.

## Biografia
Fu dirigente superiore dell'assessorato regionale della cooperazione, del commercio e pesca della Regione Siciliana. Aveva ostacolato la creazione del consorzio agroalimentare, un organismo costato miliardi di lire, recuperati da capitoli di bilanci che egli sosteneva fossero destinati ad altre spese. Aveva preparato una relazione molto dettagliata nella quale sosteneva che secondo le leggi regionali e statali in vigore, il finanziamento predisposto dalla Regione Siciliana di circa 38 miliardi era illegittimo. Bonsignore era uno dei due ispettori che avevano condotto l'inchiesta amministrativa per un finanziamento irregolare concesso dalla Regione Sicilia alla cooperativa "Il Gattopardo" di Palma di Montechiaro (sospettata di legami con la locale famiglia mafiosa), di cui era vicepresidente il suo collega Antonino Velio Sprio, che venne condannato per truffa proprio per effetto dell'inchiesta portata avanti da Bonsignore.
Per vendetta, fu assassinato il 9 maggio 1990 alle 8:30 a Palermo in Via Alessio Di Giovanni, appena uscito di casa dopo aver acquistato un quotidiano. L'assassino è il pregiudicato palermitano Ignazio Giliberti, che nel 1999 confesserà di essere stato incaricato da Sprio dietro pagamento di una somma di denaro. Un altro omicidio confessato da Giliberti è quello del funzionario regionale Filippo Basile, avvenuto nove anni dopo perché aveva avviato le pratiche di licenziamento nei confronti di Sprio.

## Indagini ed aspetti controversi
Qualche anno dopo la sua morte furono confermate le sue accuse, sia i fatti di cronaca giudiziaria sia il fatto che la Regione Siciliana avrebbe cambiato nel 1993 la normativa riguardante i finanziamenti che egli criticava con l'autorevolezza di giurista preparato e rigoroso. 

## Riconoscimenti
Nel 1991 fu insignito della medaglia d'oro al valore civile alla memoria.